# Tachina confecta
Tachina confecta är en tvåvingeart som beskrevs av Walker 1853. Tachina confecta ingår i släktet Tachina och familjen parasitflugor. Inga underarter finns listade i Catalogue of Life.